# Andrea Urbani
Andrea Urbani (Venezia, 1711 – Padova, 1798) è stato un pittore e scenografo italiano attivo nella Repubblica di Venezia.

## Biografia
È un artista che è rimasto in ombra per lungo tempo: la sua riscoperta risale alla metà degli anni sessanta del secolo scorso.
Ebbe una formazione pittorica affine a quella degli altri pittori-scenografi veneti, in lui grande segno fu impresso dall'attività del geniale Giambattista Tiepolo, che lo influenzò largamente nella sua lunga produzione come decoratore e affreschista. Egli lavorò a Udine nel Duomo e in alcuni palazzi, a Venezia e nel Padovano.
Dovette godere di una notevole fama, dimostrata dal viaggio compiuto tra il 1760 e il 1763 alla Corte di Russia nel celebre Palazzo d'Inverno di Pietroburgo, dove operò insieme ad una notevole colonia di artisti provenienti dagli stati italiani. Ritornato presso la corte imperiale, fu attivo soprattutto come architetto di teatro, cioè scenografo e come decoratore, dedicandosi con successo agli affreschi di numerose ville su commissione di nobili casate veneziane.
La sua attività lunga e prolifica, caratterizzata da frequenti cambiamenti di stile, fu proseguita da suo figlio Marino, che eseguì tra il 1802 e il 1803 gli affreschi nel Palazzo Caiselli a Udine.

## Opere

### Castelli
- Castello di Arcano Superiore presso Rive d'Arcano (UD): il castello friulano con parti di notevole interesse storico, è abbellito a piano terra da affreschi del 1796 dell'artista, con decorazioni ed ariosi paesaggi con soggetti bucolici, giardini all'italiana, briose figurine di nobili e di pastori e contadini nella sala da pranzo.
- Castello Grimani Marcello Sorlini a Montegalda (VI): l'interno del castello, con le sue numerose stanze, ospita dipinti e un ciclo di decorazioni raffiguranti eleganti grottesche, nature morte e cineserie. Tali affreschi, realizzati tra il 1780 e il 1782, narrano una vita serena e tranquilla che scorre lentamente, non presaga degli sconvolgimenti che accadranno a Venezia sul finire del Settecento. Tra gli interventi di questo periodo sono da menzionare anche gli affreschi della cappella adiacente[4]. Nel 1970, a causa di un violento incendio, tali decorazioni andarono parzialmente distrutte.

### Architetture religiose
- Chiesa di San Giovanni Evangelista a Portogruaro (VE): l'Urbani eseguì un affresco sul soffitto del presbiterio, raffigurante il trionfo dell'eucaristia.
- Duomo di Udine: le cappelle laterali del duomo furono affrescate dall'artista veneziano: la ricchissima volta della cappella dedicata a San Giuseppe presenta stucchi dorati e dipinti policromi, mentre la cappella dei Santi Ermacora e Fortunato colpisce per lo straordinario effetto scenografico della volta, con un angelo recante la corona per i santi martiri, che sembra planare giù da un'apertura del cielo azzurro lungo una chiostra di false architetture.
- Chiesa di San Pietro Martire a Udine: la chiesa presenta suggestivi dipinti cinquecenteschi affiancati dagli affreschi dell'Urbani, risalenti al 1745[5].
- Chiesa di San Remigio a Cavasso Nuovo (PN): la chiesa, costruita nel XVI secolo, ospita la decorazione del soffitto della navata dovuta al pittore veneziano, che dipinse l'Annunciazione della Madonna nello scomparto centrale, emblemi degli Evangelisti nei riquadri di forma tondeggiante che lo attorniano: grandiosa e ariosa la scena sacra, con un turbinio di angeli e di nubi, con le gradevoli quadrature che lo incorniciano. La data di esecuzione, 1783, compare insieme al monogramma dell'Urbani, sul libro tenuto aperto dall'angelo, simbolo di San Matteo.[6]
- Chiesa di San Teonisto presso Treviso

### Palazzi
- Palazzo di Brazzà[7] a Udine
- Palazzo Borin (Padova)[8]
- Palazzo Buzzaccarini (Padova)
- Palazzo Selvatico Buzzaccarini (Padova)
- Collegio Nobili Dimesse (Padova)
- Palazzo Antonini Mangilli del Torso a Udine: Nel soffitto della sala delle conferenze all'interno di Palazzo Antonini Mangilli del Torso a Udine, ritroviamo altre opere dell'artista riconducibili al periodo 1750-1760, appena successivo alle decorazioni situate all'interno del Duomo. L'effetto scenografico sembra anticipare lo stile che adottò qualche anno dopo in San Teonisto a Treviso: esso richiama temi tipici dei grandi pittori veneziani dell'epoca. La composizione architettonica è notevole: simula una struttura complessa con arcate di colonne Corinzie, paraste e cornici. Il tutto è animato da gradevoli cherubini, immersi nella luce, con ghirlande di fiori blu mentre sullo sfondo si nota un cielo solcato da nubi dove si distingue la famiglia Mangilli, a cui l'opera è dedicata. Altri due affreschi in bianco e nero sono stati attribuiti all'Urbani, che ritraggono piccole e gradevoli figure all'interno di cornici eleganti.
- Palazzo Morosini Sagredo a Venezia: l'artista creò gli affreschi del portego del palazzo veneziano, conosciuto per la sua decorazione interna.
- Palazzo Priuli a Venezia: il salone nobile del palazzo fu magistralmente affrescato dallo scenografo veneziano

### Ville
- Villa Ottelio a Lovaria di Pradamano (UD): all'interno della villa spicca lo scalone in pietra affrescato sia sulle pareti laterali sia sulla volta del soffitto. Sulle prime sono raffigurate quattro allegorie mentre sulla volta è riportato un maestoso affresco che ritrae la glorificazione della famiglia Ottelio. Degne di nota sono anche le decorazioni illusionistiche e le rappresentazioni delle quattro stagioni nei sovrapporta, eseguite nel 1785.
- Villa dei Conti della Torre Valsassina a Ziracco di Remanzacco (UD): nello studio-salotto della villa seicentesca tutto il soffitto è occupato da un affresco con “La Gloria della famiglia della Torre”, che presenta un complesso gioco quadra turistico, ricco di cornicioni ed elementi decorativi. L'artista intendeva dare respiro alla stanza, aprendo non solo un grande occhio centrale mistilineo, ma anche nicchie in corrispondenza di ogni parete e degli angoli; vi sono inseriti busti di celebri rappresentanti della famiglia e sontuose composizioni floreali. L'opera venne probabilmente realizzata poco prima della metà del Settecento e rivela affinità con i lavori eseguiti dallo stesso autore in Villa Ottelio presso Pradamano[9]
- Villa Pellegrini a Salvaterra di Badia Polesine (RO): all'interno della villa seicentesca sono presenti delle decorazioni pittoriche a tempera che impreziosiscono il salone inferiore, mentre le altre stanze si distinguono per gli stucchi policromi[10].
- Villa Grimani Vendramin Calergi Valmarana a Noventa Padovana (PD): al primo piano si possono ammirare le decorazioni settecentesche dell'appartamento principale, quasi completamente affrescato dall'Urbani nel 1773, che permettono di comprendere la sua tecnica pittorica[11].
- Villa Giustiniani De Chantal Destro a Noventa Padovana (PD): l'artista, nel 1771, affrescò l'interno e, probabilmente, contribuì al generale rimaneggiamento architettonico della villa.
- Villa Manzoni a Noventa Padovana (PD): la villa conserva all'interno degli affreschi del pittore veneziano.
- Villa Pisani a Stra (VE): all'interno, la villa è riccamente decorata con statue, stucchi e affreschi commissionati ai grandi maestri dell'epoca, tra i quali emerge l'Urbani.
- Villa Conturbia Rota a San Vito al Tagliamento (PN): nella villa, che un tempo appartenne al Linussio, si segnalano decorazioni e affreschi di rilievo del pittore veneziano, autore anche degli affreschi eseguiti sul soffitto nella cappella annessa (Gloria della Madonna)[12], la quale conserva anche un altare marmoreo del Settecento con statue della Madonna e dei Santi Pietro e Giacomo.
- Villa Contarini Rota Piva a Valnogaredo di Cinto Euganeo (PD): nel salone del primo piano spiccano le fastose incorniciature rocaille dell'artista, in cui si inseriscono gli affreschi di Jacopo Guarana.
- Villa Barbarigo Fontana Giobellina a Fiesso d'Artico (VE): all'interno sono presenti motivi ornamentali, decorazioni a stucco su fondi a marmorino e resti di dipinti a tempera del pittore di scuola tiepolesca[13].
- Villa Lion Da Zara a Casalserugo (PD).